# Oceana (cantante)
Oceana Mahlmann (Wedel; 23 de enero de 1982), conocida simplemente como Oceana, es una cantante alemana. Su estilo musical es el soul, el reggae, el hip hop y el funk.

## Carrera
Su madre, de origen alemán, trabajó como diseñadora de moda en París y se casó con un músico y DJ de Martinica. Su padre estaba a menudo de gira, lejos de la familia. También su madre viajaba a menudo. Por ello, Oceana se crio en Francia y Alemania con sus abuelos, Max Hermann y Gudrun Mahlmann Piper, concretamente en Wedel, cerca de Hamburgo. Recibió cursos de danza en una escuela de ballet juvenil musical y clases de canto, así como representaciones teatrales de la mano de Maceo Parker, amigo de la familia, que más tarde también motivara su carrera en solitario. Siguiendo el ejemplo de su padre, Oceana a los 16 años dejó a su familia para dar la vuelta al mundo como cantante.
En Alemania, su primera aparición fue como cantante de coro de Seeed, para a continuación formar parte del tour de Boundzound. Además, trabajó como coreógrafa y realizó, entre otras, la coreografía en una gira de Seeed y el videoclip de «Bettina» de Fettes Brot. Además, adquirió experiencia como actriz de musicales en Aida (alternando con  el papel principal) y en el musical de Dirty Dancing.
Su carrera como solista comenzó en 2008 y en un concierto en la Popkomm destacó con su actuación. Su debut musical fue con el álbum Love Supply, grabado a finales del año en Nueva York y Hamburgo. A partir de 2009 acompañó a Peter Fox durante siete actuaciones de su gira, y en marzo lanzó su primer sencillo Cry Cry, que entró de forma inmediata en las listas de éxitos. El álbum no fue tan exitoso en los países de habla alemana y no entró en las listas de éxitos. Llegó a Francia en el otoño de 2009, en el puesto 58, y en Grecia ocupó hasta inicios de 2010 el número 2 en las listas de ventas internacionales.
El 22 de agosto de 2009 recibió en el Sopot Festival, el festival de música internacional más grande de Polonia, el Premio del Público.
El 7 de marzo de 2010 participó en la versión polaca de Let's Dance, Taniec z parte gwiazdami. Pero debió abandonar antes de tiempo debido a su embarazo.
En España realizó su primera actuación en la gala de entrega de los Premios 40 Principales el 10 de diciembre de 2010. El 19 de diciembre de 2010 colaboró con la Marató de Televisió de Catalunya, en este caso dedicada a las lesiones medulares y cerebrales adquiridas, interpretando la canción «Cry Cry».
Interpreta el tema Oficial de la Eurocopa 2012 Ucrania - Polonia titulado «Endless Summer» (lit. «Verano sin fin»).
El 13 de diciembre de 2013, se anunció que Oceana participará en la preselección alemana para el Festival de Eurovisión llamada “Unser Song für Dänemark”, junto con otros 6 participantes.
Durante la semana de Carnaval de Canarias actuó el 7 de marzo de 2014 en la Gala Drag Queen, en Las Palmas de Gran Canaria. Interpretó una de sus canciones más conocidas Cry Cry, entre otros temas, como Lala y Endless Summer.

## Discografía

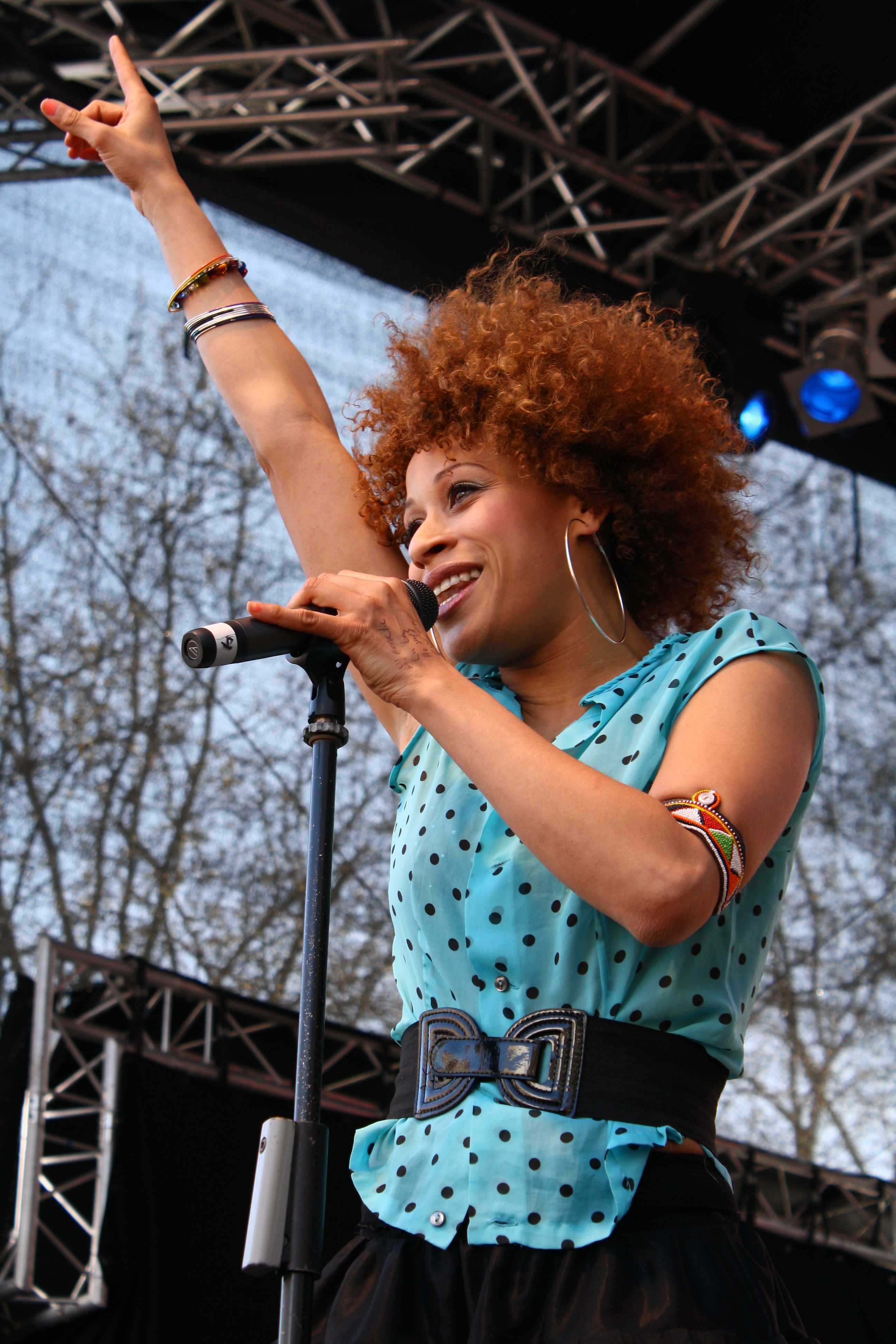
Oceana en un show en vivo en Radio Hamburg.

### Álbumes
| Título                                                 | Detalles del álbum       | Posición en la lista de éxitos | Posición en la lista de éxitos | Posición en la lista de éxitos | Posición en la lista de éxitos | Posición en la lista de éxitos | Posición en la lista de éxitos | Posición en la lista de éxitos |
| Título                                                 | Detalles del álbum       | DEU                            | AUT                            | CHE                            | ESP                            | FRA                            | GRC                            | POL                            |
| ------------------------------------------------------ | ------------------------ | ------------------------------ | ------------------------------ | ------------------------------ | ------------------------------ | ------------------------------ | ------------------------------ | ------------------------------ |
| Love Supply                                            | Año de lanzamiento: 2009 | —                              | —                              | —                              | 53                             | 58                             | 2                              | 11                             |
| My House                                               | Año de lanzamiento: 2012 | —                              | —                              | —                              | —                              | —                              | —                              | —                              |
| "—" indica que el disco no se lanzó en ese territorio. |                          |                                |                                |                                |                                |                                |                                |                                |

### Sencillos
| Título                                                 | Año  | Posición en la lista de éxitos | Posición en la lista de éxitos | Posición en la lista de éxitos | Posición en la lista de éxitos | Posición en la lista de éxitos | Posición en la lista de éxitos | Posición en la lista de éxitos | Posición en la lista de éxitos | Posición en la lista de éxitos | Álbum                               |
| Título                                                 | Año  | GER                            | AUT                            | BEL-F                          | BEL-W                          | CHE                            | ESP                            | HUN                            | POL                            | UKR                            | Álbum                               |
| ------------------------------------------------------ | ---- | ------------------------------ | ------------------------------ | ------------------------------ | ------------------------------ | ------------------------------ | ------------------------------ | ------------------------------ | ------------------------------ | ------------------------------ | ----------------------------------- |
| "Es Hat Mich Erwischt"                                 | 1998 | —                              | —                              | —                              | —                              | —                              | —                              | —                              | —                              | —                              | Bravo Hits 19 (compilación)         |
| "48 Stunden" (Oceana & Kim Frank)                      | 2000 | —                              | —                              | —                              | —                              | —                              | —                              | —                              | —                              | —                              |                                     |
| "Cry Cry"                                              | 2009 | 52                             | 73                             | 25                             | 59                             | 39                             | 8                              | 1                              | 1                              | 3                              | Love Supply                         |
| "Love Supply"                                          | 2009 | —                              | —                              | —                              | —                              | —                              | —                              | —                              | —                              | —                              | Love Supply                         |
| "Pussycat on a Leash"                                  | 2009 | —                              | —                              | —                              | —                              | —                              | —                              | 2                              | —                              | —                              | Love Supply                         |
| "La La"                                                | 2010 | —                              | —                              | —                              | —                              | —                              | —                              | —                              | —                              | —                              | Love Supply                         |
| "Endless Summer"                                       | 2012 | 13                             | —                              | —                              | —                              | —                              | 26                             | 31                             | 1                              | 15                             | Canción oficial de la Eurocopa 2012 |
| "Put Your Gun Down"                                    | 2012 | —                              | —                              | —                              | —                              | —                              | —                              | —                              | —                              | —                              | My House                            |
| "—" indica que el disco no se lanzó en ese territorio. |      |                                |                                |                                |                                |                                |                                |                                |                                |                                |                                     |